# 다이크 (속어)
다이크(Dyke)는 레즈비언을 일컫는 속어이다. 주로 남성적인 부치를 일컫는다.

## 같이 보기
- 성소수자 경멸어 목록
- 레즈비언
- 부치와 펨